# کلمن (آلاباما)
کلمن (به انگلیسی: Cullman) شهری در شهرستان کالمن ایالت آلاباما است که مساحت آن ۵۳٫۲۸ کیلومتر مربع است و در سرشماری سال ۲۰۱۰ میلادی، ۱۴٬۷۷۵ نفر جمعیت داشته و تراکم جمعیتی آن، ۲۷۷٫۳۱ نفر در هر کیلومتر مربع بوده‌است.